# 한서중학교
한서중학교(翰西中學校)는 대한민국 강원특별자치도 홍천군 서면 모곡리에 있는 공립 중학교이다.

## 학교 연혁
- 1954년 7월 5일 : 한서중학교 설립 인가
- 1954년 9월 5일 : 초대 최봉현 교장 부임
- 1954년 10월 18일 : 개교
- 1956년 3월 6일 : 제1회 졸업식 거행(졸업생 33명)
- 1957년 10월 5일 : 교가 제정
- 1970년 3월 1일 : 6학급 설립인가
- 2024년 3월 1일 : 제29대 김남수 교장 부임
- 2025년 1월 6일 : 제70회 졸업식 거행 (6명, 총 2,841명)

## 참고 자료
- 한서중학교 - 한국교육학술정보원 학교알리미